# Ken (Street Fighter)
Ken Masters (Japans: ケン・マスターズ Ken Masutāzu) is een personage dat in de jaren 80 werd bedacht door computerspellenfabrikant Capcom. Hij komt voor in de reeks gevechtsspellen van Street Fighter. Het personage komt voor het eerst voor in het originele Street Fighter-spel uit 1987.

## Achtergrond
Ken is de voormalige sparrings partner, rivaal en de beste vriend van de protagonist Ryu. Ze zijn getraind door dezelfde meester, genaamd Gouken. Binnen het eigenlijke spel, is Ken in alle opzichten een kloon van Ryu, bestuurd door de tweede speler in de wedstrijd. De enige onderscheidende aspecten zijn dat Ken een rode karate-gi draagt, blond haar heeft, en op blote voeten vecht (in het originele spel, draagt Ryu rode schoenen). Ken werd ook uitgeroepen tot een van de beste vechters in het spel.
Ken komt uit een rijke familie. Zijn vader heeft hem naar Japan gestuurd om hem te laten trainen door zijn vriend Gouken. Hij heeft genoten van het gezelschap van Gouken's geadopteerde zoon, Ryu. Toen hij 23 jaar oud was, verliet hij de dojo en ging terug naar de Verenigde Staten. Hij deed mee aan verschillende martial-artstoernooien gehouden in de Verenigde Staten, waarvan hij de meeste won. Hij trouwt uiteindelijk met zijn vriendin Eliza.

## Voorkomen
Ken is het meest gemakkelijk te herkennen door zijn sparrings handschoenen (geel in de Alpha-serie, rood of bruin elders) en felle rode karate-gi met de mouwen er afgerukt, vergelijkbaar met die van Ryu. Hij heeft blond haar en lange wenkbrauwen. Hij draagt een zwarte band om zijn middel en vecht op blote voeten. Ken heeft bloedgroep B, is 178 cm lang en weegt 75 kg.

## Citaten
- "Attack me if you dare, I will crush you!"
- "You must defeat Ryu to stand a chance!"
- "It's losers like you that make this game boring!"

## Trivia
- Ken kreeg de achternaam "Masters" zodat hij niet zou worden verward met Ken Carson van Barbie.
- Ken is net als Ryu, speelbaar in elke Street Fighter titel.
- In de speelfilm Street Fighter werd Ken gespeeld door Damian Chapa.

Abel · 
Adon · 
Akuma · 
Alex · 
Balrog · 
Birdie · 
Blanka · 
Cammy · 
Charlie · 
Chun-Li · 
Cody · 
Crimson Viper · 
Dan · 
Dee Jay · 
Dhalsim · 
De Dolls · 
Dudley · 
Eagle · 
E. Honda · 
Elena · 
El Fuerte · 
Fei Long · 
Gen · 
Gill · 
Gouken · 
Guile · 
Guy · 
Hakan · 
Hugo · 
Ibuki · 
Ingrid · 
Juri · 
Karin · 
Ken · 
M. Bison · 
Makoto · 
Necro · 
Oni · 
Oro · 
Poison · 
R. Mika · 
Remy · 
Rolento · 
Rose · 
Rufus · 
Ryu · 
Sagat · 
Sakura · 
Sean · 
Seth · 
T. Hawk · 
Twelve · 
Urien · 
Vega · 
Yang · 
Yun · 
Zangief